# Gérard Devos
Gérard Joseph Devos (ur. 19 sierpnia 1903 w Sint-Andries, zm. 5 stycznia 1972 w Tielt) – belgijski piłkarz grający na pozycji napastnika. Był reprezentantem Belgii.

## Kariera klubowa
Całą swoją karierę piłkarską Devos spędził w klubie CS Brugeois, w którym w 1921 roku zadebiutował w belgijskiej pierwszej lidze i grał w nim do 1930 roku. W sezonach 1926/1927 i 1929/1930 wywalczył z nim dwa tytuły mistrza Belgii. W sezonie 1926/1927 zdobył też Puchar Belgii.
| Sezon   | Klub        | Kraj   | Rozgrywki          | Mecze | Gole |
| ------- | ----------- | ------ | ------------------ | ----- | ---- |
| 1921/22 | CS Brugeois | Belgia | Division d'Honneur | 20    | 11   |
| 1922/23 | CS Brugeois | Belgia | Division d'Honneur | 27    | 7    |
| 1923/24 | CS Brugeois | Belgia | Division d'Honneur | 17    | 5    |
| 1924/25 | CS Brugeois | Belgia | Division d'Honneur | 22    | 9    |
| 1925/26 | CS Brugeois | Belgia | Division d'Honneur | 26    | 12   |
| 1926/27 | CS Brugeois | Belgia | Division d'Honneur | 22    | 17   |
| 1927/28 | CS Brugeois | Belgia | Division d'Honneur | 21    | 19   |
| 1929/30 | CS Brugeois | Belgia | Division d'Honneur | 18    | 16   |
| 1930/31 | CS Brugeois | Belgia | Division d'Honneur | 3     | 1    |

## Kariera reprezentacyjna
W reprezentacji Belgii Devos zadebiutował 11 kwietnia 1926 w przegranym 3:4 towarzyskim meczu z Francją, rozegranym w Paryżu. W 1928 roku był w kadrze Belgii na Igrzyska Olimpijskie w Amsterdamie. Od 1926 do 1928 roku rozegrał 9 meczów i strzelił 1 gola w kadrze narodowej.